# 나산중학교
나산중학교(羅山中學校)는 전라남도 함평군 나산면 삼축리에 있었던 공립 중학교이다.

## 학교 연혁
- 1961년 4월 20일: 나산중학교 개교
- 2014년 3월 1일: 나산중학교 공립 전환
- 2014년 3월 1일: 서인규 교장 취임
- 2017년 1월 10일: 제54회 졸업식(총 6,111명 배출)
- 2017년 8월 31일: 폐교 및 함평중학교로 통합[1], 56년만에 폐업

## 학교 상징
- 교목(校木) - 향나무
- 교화(敎化) - 개나리
- 교색(驕色) - 청색

## 참고 자료
- 나산중학교 - 한국교육학술정보원 학교알리미